# Tomás García Rebull
Tomás García Rebull (Vinaròs, 21 de febrer de 1907-Madrid, 28 d'abril de 1976) va ser un militar espanyol, tinent general de l'Exèrcit, procurador en Corts durant la dictadura franquista, i figura emblemàtica del sector conegut com a búnker, que es va oposar a qualsevol tipus d'obertura durant les últimes raneres del règim.

## Biografia
Va néixer el 21 de febrer de 1907 en la localitat castellonenca de Vinaròs. Camisa vella de Falange —havia ingressat a Falange el 1934—, va combatre en el bàndol revoltat durant la Guerra Civil unint-se a l'exèrcit rebel com a alferes provisional. Va ser oficial de la Divisió Blava, unitat enviada durant la Segona Guerra Mundial al Front Oriental per combatre al costat de l'exèrcit de l'Alemanya nazi contra la Unió Soviètica. President de la Delegación Nacional de Excombatientes (DNE) des de juliol de 1954, en substituir José Antonio Girón de Velasco, va ser procurador de les Corts franquistes entre 1954 i 1976. Durant el seu mandat com a delegat nacional la DNE va complir la funció de neutralitzar el descontentament dels veterans, reciclant-lo i canalitzant-lo com a energia política per a la dictadura.
Al desembre de 1970 era el capità general de la VI Regió Militar durant el Procés de Burgos, que va encausar a diversos membres d'ETA; García Rebull va ratificar —pressionat per correu per sectors més ultres que reclamaven el garrot vil sobre l'afusellament— la sentència inicial que condemnava a diverses penes de mort, que després va acabar en penes més lleus per part del règim. Posteriorment també va ser capità general de la regió militar de Madrid.
Aferrissadament contrari a l'obertura del règim, va arribar a afirmar: «no admeto associacions de cap classe. Les associacions són un mal perillós per a tota la societat, al país l'única cosa que pot haver-hi són espanyols»; igualment, també va denunciar als partits com l'«opi del poble» i als polítics com a «vampirs». També va advertir en l'acte de constitució de la Confederación Nacional de Excombatientes que «estem disposats a defensar aquest règim amb dents i ungles». En el context de les declaracions del Gironazo, efectuades per José Antonio Girón el 28 d'abril de 1974, va conspirar amb altres membres de la facció de «generals blaus» del búnker de la qual formava part per mantenir el control d'àrees claus de l'Exèrcit.
Va oferir suport a les activitats de l'organització neonazi CEDADE, i va assistir a diversos actes organitzats per aquesta, com, per exemple, la celebració del seu «I Dia Nacional» a El Escorial el 1973.
García Rebull, que havia aconseguit el grau militar de tinent general, va morir el 28 d'abril de 1976 a l'Hospital Militar del Generalísimo de Madrid.

## Reconeixements
- Gran Cruz de la Orden de Cisneros (1962)[19]
- Orden de la Real y Militar Orden de San Hermenegildo (1964)[20]
- Gran Cruz (con distintivo blanco) de la Orden del Mérito Militar (1967)[21]
- Gran Cruz (con distintivo blanco) del Mérito Naval (1968)[22]
- Gran Cruz (con distintivo blanco) de la Orden del Mérito Aeronáutico (1970)[23]
- Gran Cruz de la Orden del Mérito Civil (1971)[24]